# District de Bijapur (Chhattisgarh)
Pour les articles homonymes, voir District de Bijapur.
Le district de Bijapur   (hindi : बीजापुर जिला) est un district de l'état du Chhattisgarh, en Inde.

## Géographie
Au recensement de 2011, sa population compte 255 180 habitants.
Son chef-lieu est la ville de Bijapur. 